# John McLoughlin (policist)
John McLoughlin, ameriški policist in častnik * 1953 New York City, ZDA.
McLoughlin je eden od dveh policistov pristaniške uprave New Yorka in New Jerseyja, ki sta preživela zrušitev dvojčkov WTC-ja med terorističnimi napadi 11. septembra 2001.

## Zgodnje življenje
John McLoughlin se je rodil leta 1953 v New Yorku. Študiral je na Državni univerzi New Yorka v Oswegu, kjer je opravil diplomo in bil član bratovščine Sigma Tau Chi. Kot policist je začel delati leta 1980. Leta 1993 je sodeloval pri odpravljanju posledic bombnega napada na World Trade Center.

## 11. september 2001
11. septembra 2001 je John McLoughlin vodil policijsko ekipo za evakuacijo ljudi v stolpih World Trade Centra po tem, ko sta vanju trčili potniški letali v terorističnem napadu. McLoughlin in njegova ekipa so se napotili v glavno stavbo med obema stolpoma svetovnega trgovinskega centra, ravno, ko se je Južni stolp porušil. Ekipa je po ukazu McLoughlina stekla proti bližnjemu tovornemu dvigalu in bila pokopana pod ruševinami stavbe. Policista Antonio Rodrigues in Chris Amoroso sta bila takoj ubita. McLoughlin, Jimeno in tretji častnik Dominick Pezzulo so bili ujeti, a živi. Tovorno dvigalo je zdržalo opustošenje in ustvarilo dihalno sobo, ki jim je rešila življenje. Pezzulo, ki edini ni bil pripet, se je takoj uspel rešiti in poskušal rešiti Jimena, a se je takrat zrušil še Severni stolp, kar je povzročilo dodatne premike in padle dodatne ruševine. Pezzulo je bil smrtno ranjen in je umrl nekaj minut po zrušitvi. McLoughlin in Jimeno sta bila rešena, potem ko sta nekdanji vodnik ameriške marine Jason Thomas in uslužbenec Dave Karnes približno deset ur po prvi zrušitvi slišala njihove klice na pomoč. 
Ko smo hodili, smo na ves glas vpili: 'Ameriški marinci, nas lahko kdo sliši?' "Je opisal Karnes." Ko smo se približevali ruševinam Južnega stolpa, se mi je zdelo, da sem nekaj slišal. Pravzaprav je bil to nek pridušen klic na pomoč, zagotovil sem jima, da ju oba s Thomasom iščeva, zato sem jima rekel, da naj kar naprej kričita, da ju najdemo.
Moška sta bila sčasoma rešena po urah mučnega dela - Jimeno po 13 urah in McLoughlin po 22 urah. McLoughlin je bil hudo poškodovan. Zdravniki so ga šest tednov držali v inducirani komi. Prestal je 27 operacij in skoraj tri mesece preživel v bolnišnici in na rehabilitaciji. Štiri mesece po reševanju sta se McLoughlin in Jimeno, ki sta se oba že upokojila, udeležila slovesnosti na Ground Zero, da bi opazovala odstranitev zadnje ruševine. Ko so uniformirani častniki odšli iz zaprtega območja, sta odšla kot zadnja. Iz ruševin so živih rešili le 20 ljudi; Jimeno in McLoughlin sta imela številki 18 in 19. 11. junija 2002 sta McLoughlin (s pomagačem) in Jimeno (šepajoče) šla čez oder na Madison Square Gardenu, da bi prejela častno medaljo pristaniške uprave.

## V popularni kulturi
McLoughlina je upodobil Nicolas Chage v filmu World Trade Center iz leta 2006.